# Ulysses Simpson Grant IV
Pour les articles homonymes, voir Grant.
Ulysses Simpson Grant IV est un géologue et un paléontologue américain, né le 23 mai 1893 à Salem dans l'État de New York et mort le 11 mars 1977 à Santa Monica en Californie.

## Biographie
Il est le fils du juriste et homme d’affaires Ulysses S. Grant Jr (1852-1929) et petit-fils du président des États-Unis Ulysses Simpson Grant (1822-1885).
Il obtient son Bachelor of Arts (1915) au Harvard College et son doctorat (1929) à l’université Stanford. Il enseigne de 1931 à 1959 à l’université de Californie à Los Angeles (UCLA). À son départ à la retraite, il est fait professeur émérite.
Grant est consultant pour divers services de la Californie. Grant est membre de diverses sociétés savantes comme la Malacological Society de Londres, l'Association américaine pour l'avancement de la science, l’American Society of Geology, la California Academy of Sciences, l’American Paleontological Society, etc.
Grant fait paraître des publications sur les brachiopodes et les échinidés, notamment avec Leo George Hertlein (1898-1972). Avec AAAA, il fait paraître en 1931 le catalogue des mollusques du Pliocène et du Pléistocène de Californie.
Il n’a aucun lien de parenté avec le géologue et paléontologue Ulysses Sherman Grant (1867-1932).

## Sources
- Robert Tucker Abbott (1974). American Malacologists. A National Register of Professional and Amateur Malacologists and Private Shell Collectors and Biographies of Early American Mollusk Workers Born Between 1618 and 1900, American Malacologists (Falls Church, Virginie) : iv + 494 p.  (ISBN 0-913792-02-0)
- (en) Nécrologie (consultée le 22 août 2008)